# Varg (Band)
Varg ist eine deutsche Metal-Band aus Coburg. Seit der Gründung im Jahr 2005 ist ein steter Wandel des Musikstils festzustellen. Spielte die Band anfangs noch reinen Pagan Metal, findet sich heute ein großer Einfluss der Neuen Deutschen Härte und des Melodic Death Metal bzw. Modern Metal in der Musik. Die Band selbst bezeichnet ihre Musik als „Wolf Metal“.
Varg polarisiert stark, was sowohl auf die überwiegend martialischen Texte als auch auf Rechtsextremismus-Vorwürfe im Jahr 2010 zurückzuführen ist. Heutzutage ist die Band international erfolgreich und spielte bereits unter anderem ausgedehnte Tourneen in Nordamerika.

## Geschichte

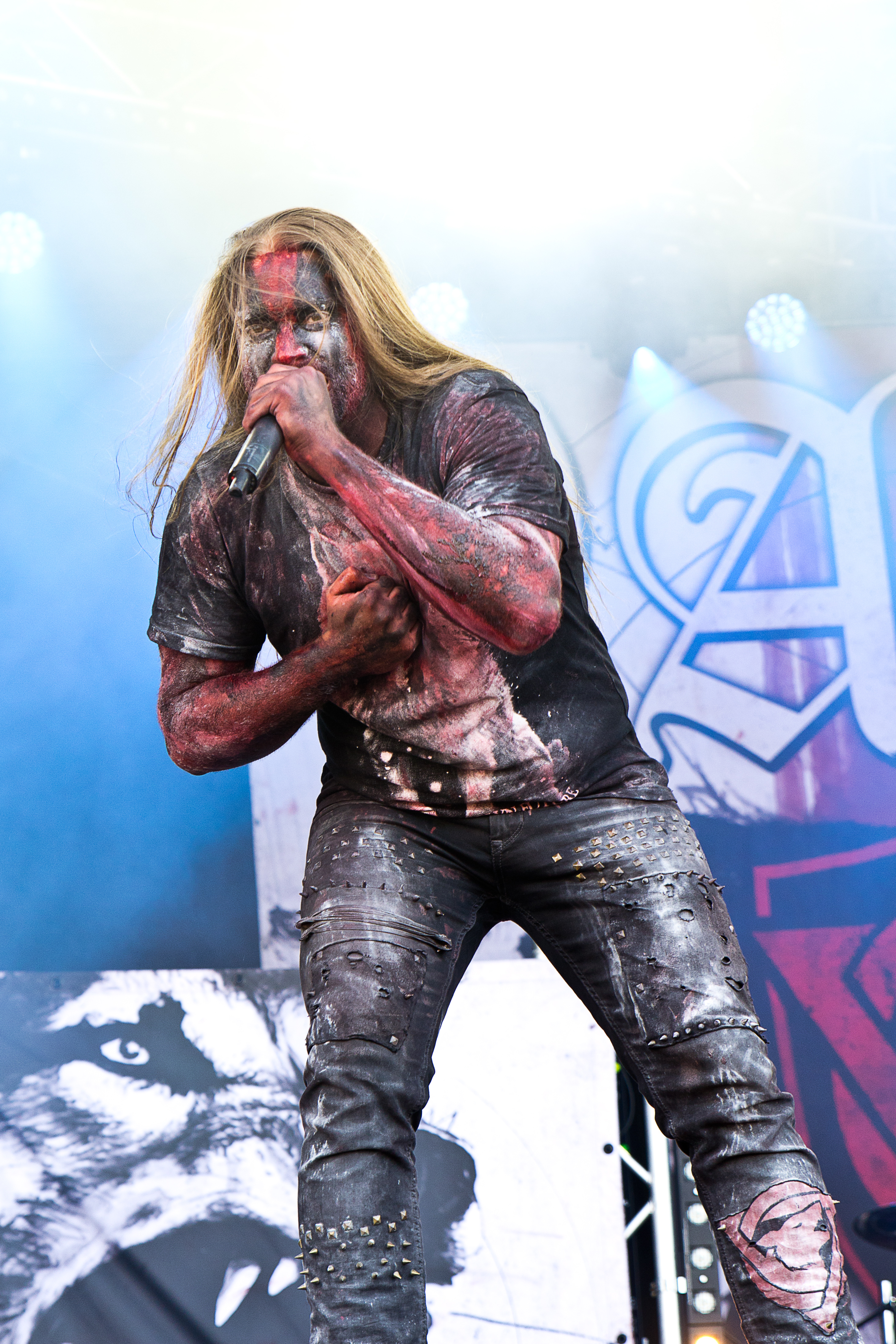
Philipp Seiler auf dem Rockharz 2015.

Die Band Varg wurde 2005 im oberfränkischen Coburg von Gitarrist und Frontmann Philipp „Freki“ Seiler und Schlagzeuger Silvester „Fenrier“ Grundmann gegründet. Kurz darauf stießen nacheinander „Nivel“ als Bassist, der Sänger „Frost“ und der Gitarrist „Da’ath“ zur Band. Der Bandname ist inspiriert von der nordischen Mythologie und vom altnordischen Wort vargr ‚Wolf‘ abgeleitet. Zur sprachlichen Verwandtschaft mit dem norwegischen Musiker und Rechtsextremisten Varg Vikernes betonte Frontmann Seiler in einem Interview mit dem Legacy-Magazin im Jahr 2007: „Der Name Varg steht in keinem Zusammenhang mit Burzum oder Kristian Vikernes.“
Den ersten Auftritt absolvierte Varg 2005 als Vorband von Sintech, deren Mitglieder Timo Schwämmlein und Patrick Zarske später auch bei Varg einstiegen. Nach dem Ausstieg von Bassist „Nivel“ war Schwämmlein erstmals für zwei Konzerte als Live-Bassist bei Varg aktiv. Fester Nachfolger von „Nivel“ wurde Sebastian „Geri“ Feick. Die erste Demoaufnahme, Donareiche, wurde 2006 eingespielt, bereits ohne „Da'ath“, der die Band wieder verlassen hatte, und kurz darauf veröffentlicht. Das einzige auf Donareiche enthaltene, gleichnamige Lied findet sich auch auf dem Debütalbum der Band, Wolfszeit, wieder, welches im März 2007 über das Label Heiden Klangwerke veröffentlicht wurde. Vor den Aufnahmen dazu war Thomas „Skoll“ Winkelmann als Bassist zur Band gestoßen, während Feick an die Gitarre gewechselt war und auch den Gesang übernahm, da „Frost“ die Band verlassen hatte. Die Kritiken zu Wolfszeit fielen gemischt aus. Das Trollhorn-Magazin schrieb: „Zehn Tracks, zehn Brecher, zehn von zehn möglichen Punkten!“ Von anderer Seite her wurde dem Album unter anderem wenig Abwechslungsreichtum und Langeweile zugeschrieben. Beworben wurde das Album mit einer Tour durch Deutschland und die Niederlande, zusammen mit Nomans Land und Thrudvangar. Im September 2007 fand erstmals das von Seiler organisierte Wolfszeit Festival statt.
Anfang 2008 verließen Winkelmann und Feick die Band. Ersetzt wurden sie durch Timo „Managarm“ Schwämmlein und Patrick „Hati“ Zarske. Als neuer Sänger stieß Bastian „Draugr“ zur Band. Nach mehreren Konzerten im Sommer 2008 wurde im September desselben Jahres die die Split-EP Schildfront zusammen mit der deutschen Pagan-Metal-Band Minas Morgul veröffentlicht. Im selben Monat wurde über Twilight Vertrieb auch die DVD Live am Wolfszeit Festival veröffentlicht. Die DVD beinhaltet den Varg-Auftritt bei dem genannten Festival im Jahr 2007.
Im Frühjahr 2009 verließ „Draugr“ die Band wieder. Neuer Sänger wurde bis Ende des Jahres Rico von Minas Morgul. Das 2009er-Album Blutaar (benannt nach einer mutmaßlichen Hinrichtungsmethode der Wikinger) sollte zunächst auf Nuclear Blast erscheinen, doch Gerüchte um eine rechtsextreme Einstellung der Musiker verhinderten nach Vermutung der Medien den Plattenvertrag. Der österreichische Konzertveranstalter Rock the Nation entschied sich anlässlich dieses Vorfalls, unter dem Namen NoiseArt Records ein eigenes Label zu gründen und Blutaar zu veröffentlichen. Andy Classen (ex-Holy Moses) übernahm die Produktion des Albums. Das Album erschien schließlich am 29. Januar 2010. Zum Jahreswechsel 2009/2010 stieg „Skalli“ als neuer Gitarrist bei Varg ein und Seiler übernahm, wie auch schon zu den Aufnahmen von Blutaar, den Gesang.
Das Album erhielt gemischte Kritiken. Nils Herzog von Musikreviews.de schrieb, dass das Album trotz wuchtigen Klangs keine wiedererkennbaren Akzente setze. Auch Powermetal.de bescheinigte dem Album wenig Alleinstellungsmerkmale, aber eine gute Produktion. Im Februar und März 2010 fand mit der Paganfest-Tour die erste Europatour der Band statt. Im Sommer folgten Auftritte auf einigen der wichtigsten europäischen Metal-Festivals, darunter das Wacken Open Air, Party.San, Metalcamp und das Metalfest.
Im Herbst 2010 wurde das bis dato dritte Studioalbum der Band, Wolfskult, erneut zusammen mit Andy Classen im Stage One Studio aufgenommen. Es erschien am 4. März 2011 und stieg auf Platz 33 der deutschen Album-Charts ein. Die Promotion-Tour fand erneut im Rahmen des Paganfestes statt.
Im Frühjahr 2012 arbeitete die Band knapp acht Wochen am Studioalbum Guten Tag, das im Oktober 2012 via NoiseArt Records veröffentlicht wurde. Als Produzent wurde der langjährige Freund der Band André Hofmann verpflichtet; das Mastering übernahm Jacob Hansen. Als Teaser für das Album wurden mit der renommierten polnischen Filmcrew Grupa13 zwei Musikvideos produziert und über Youtube veröffentlicht. Als Besonderheit lag der Legacy-Ausgabe #5-2012 eine zusätzliche, exklusive EP der Band bei, die neben einigen Live-Aufnahmen auch zwei neue, unveröffentlichte Lieder enthielt. Ebenfalls durch das Legacy-Magazin erhielt das Album Guten Tag das Prädikat „[…] Pagan Metal Album des Jahres“ mit 15/15 Punkten. In den deutschen Charts konnte das Album auf Platz 25, und in den österreichischen auf Platz 45 einsteigen. Die Promotiontour führte die Band zusammen mit Wintersun und Eluveitie erstmals in die USA und nach Kanada.
Im Herbst 2013 trennte sich die Band von Gitarrist Skalli, der durch den bisherigen Bassisten, Managarm, ersetzt wurde. Als Livebassist stieg Thomas „Skoll“ Winkelmann ein, der bereits von 2006 bis 2008 bei Varg E-Bass gespielt hatte.
Im Juli 2015 wechselte Varg zum österreichischen Musiklabel Napalm Records und brachte als erste Veröffentlichung bei dem neuen Label am 9. Oktober 2015 die EP Rotkäppchen heraus. Im Januar 2016 erschien das fünfte Studioalbum Das Ende aller Lügen. In der Extended Edition enthält dieses die zehn Songs in englischer Sprache. Bassist und Gitarrist Manegarm verließ 2018 die Band, worauf die beiden verbliebenen Gründungsmitglieder Fenrir und Freki ankündigten, wieder zu dem klassischen Stil der Band mit heidnischen Themen zurückkehren zu wollen. Hinzu kamen mit Matthias Mente und Florian Zack zwei neue Gitarristen. 2020 stieg mit Fylgja (Jaqueline Seiler) eine Sängerin der Band bei. Mit dem Album „Zeichen“ gingen Varg zurück zu ihren heidnischen Wurzeln. Im Jahr 2022 ist Matthias Mente aus beruflichen Gründen ausgestiegen. An seine Stelle trat Ulvar (Sebastian Rasch). 2023 ist Gründungsmitglied Fenrir (Silvester Grundmann) als aktives Mitglied der Band ausgestiegen. Seinen Platz übernimmt Rohgarr (Ronny Garz). 2023 erschien das neueste Album „Ewige Wacht“ welches im Vergleich zur bisherigen Musik von deutlich melodiöseren Klängen und zusätzlichem weiblichem cleanen Gesang geprägt ist. Mit „Ewige Wacht“ landete Varg auf Platz 15 der deutschen Charts.

## Stil
Seit der ersten Veröffentlichung der Band ist eine stete musikalische Entwicklung bei der Band festzustellen. Das Debütalbum Wolfszeit wurde in den meisten Rezensionen als Pagan-Metal-, gelegentlich auch als Viking-Metal-Album wahrgenommen. Wie der Vorgänger wurde auch Blutaar dem Pagan Metal zugeordnet, weist aber auch Elemente des Power Metals deutscher und britischer Art auf.
Wolfskult lässt sich zwar musikalisch ähnlich einordnen wie Wolfszeit und Blutaar, enthält jedoch bereits verstärkt Einflüsse der Neuen Deutschen Härte. Gleichzeitig finden sich insbesondere in Bezug auf die Lieder Naglfar und Blutdienst III verstärkte Black-Metal-Einflüsse. Das Album Guten Tag präsentierte den bisher stärksten Stilwechsel. Der Einfluss der Neuen Deutschen Härte wuchs, auch textlich werden verstärkt Assoziationen zu den Böhsen Onkelz geweckt. In Bezug auf das Titelstück Guten Tag werden durch den Metal Hammer Parallelen zu Callejon gezogen und metalnews.de bescheinigt einen starken Punk-Einfluss. Das aktuelle Album Das Ende aller Lügen setzte die musikalische Entwicklung von Guten Tag fort und ist geprägt von Melodic Death Metal mit Metalcore-Einflüssen und Neuer Deutscher Härte. Textlich finden sich immer noch große Parallelen zu den frühen Alben der Band, wenngleich auch zunehmend weitere Themen, etwa wie die philosophische Betrachtung der Menschheit, behandelt werden.
Wie für die extremen Metal-Genres üblich, wird der Gesang überwiegend guttural, stellenweise aber auch klar vorgetragen. Auf folkloristische Instrumente und gleichartige Synthesizer-Spuren wird bis auf wenige Lieder verzichtet. Hingegen finden sich auf allen Alben immer wieder akustisch vorgetragene Passagen. Die Texte sind (bis auf A Thousand Eyes) ausschließlich auf Deutsch verfasst. Anfangs thematisierten sie vor allem die nordische Mythologie und Schlachtenmythen, inzwischen aber vor allem alltägliche Thematiken, die in der Gegenwart verwurzelt sind, beispielsweise die Vorwürfe gegen die Band. Vom Aufbau und der Wortwahl her sind die Texte martialisch und relativ grob gehalten.

## Rezeption
Von der Fachpresse und der Metal-Szene wird Varg sehr kontrovers wahrgenommen. Über das Debütalbum äußerte sich Nicolai Teufel von metal1.info: „[Ü]ber jegliche Kritik erhaben ist [d]ie Musik von VARG […] leider keineswegs, denn hier wird relativ einfacher Pagan Metal wie aus einem Kochbuch geboten.“ Hingegen lobte Skaal vom Webzine dark-news.de das Titellied als „genial“ und stellt das Album als mustergültig für eine deutsche Pagan-Metal-Band dar. Dieser Meinung schloss sich auch Wolf-Rüdiger Mühlmann vom deutschen Rock-Hard-Magazin an, der dem Album 8 von 10 Punkten gab und es mit den Worten „Pagan-Metal, wie er sein sollte, wie es nur ganz wenige deutsche Bands hinbekommen“ kommentierte. Der Aspekt, dass das Album durch seine musikalische Homogenität sehr eingängig und einprägsam sei, wurde gelegentlich als Eintönigkeit kritisiert.
Insbesondere zu Blutaar wurden sehr viele negative Rezensionen verfasst, von denen jedoch aufgrund der in etwa zeitgleich stattgefundenen Kontroverse um Philipp Seiler nicht alle als ehrlich und aussagekräftig gewertet werden können. Das Webzine metalnews.de bescheinigte dennoch der Band mit genau diesem Album, „über jeden Zweifel erhaben“ zu sein und eine „sehr selbstbewusste und erwachsene Scheibe mit vielen, wunderbaren Details und gefühlvollen, durchdachten Songs“ geschaffen zu haben. Komplett gegensätzlich äußerte sich z. B. Nils Herzog in seiner Kritik zu Blutaar auf musikreviews.de, der die Musik, trotz einiger ordentlicher Riffs und druckvoller Produktion als „bieder“ und mit „oberflächlichen“ und „dümmlich[en]“ Texten beschrieb.
Autor Bruder Cle vom Rock Hard äußerte sich über Wolfskult ähnlich wie viele andere Autoren über die beiden vorherigen Alben. Zwar kritisierte er unterschwellig die „einfach gestrickten“ und auf „simplen Rhythmen“ aufgebauten Lieder, würdigte das Album aber als „starke und schon aufgrund des tollen Eröffnungshits bemerkenswerte Scheibe“. Markus Jakob von metalnews.de lobte das verbesserte Songwriting auf Wolfskult und zog als Fazit: „[Ein v]erdammt stark[es Album das] die Lager weiterhin spalten [wird] […] Liebhaber werden ‚Wolfskult‘ lieb haben, Hasser werden ‚Wolfskult‘ hassen!“ Insbesondere auf Wolfskult wurden öfter die Texte kritisiert. Sebastian Kessler vom Metal Hammer kommentierte sie folgendermaßen: „[D]ie Band [gibt] den missverstandenen, kämpferischen Außenseiter: das Onkelz-Prinzip, lediglich mit Wortfeldern rund um alte Germanen, Raub- und Rudeltiere. Der Fan-Chor im Opener ‚Wir sind die Wölfe‘ ist lediglich die Spitze des Eisbergs.“
Der Stilwechsel auf Guten Tag wurde unterschiedlich bewertet. Robert Fröwein von stormbringer.at lobt das Album als das spannendste und abwechslungsreichste Album der Band und vergab 4 von 5 Punkten. Metal-Hammer-Autor Enrico Ahlig stellte hingegen die Vielfalt des Albums als dessen größten Schwachpunkt heraus, da Guten Tag zu wenig nach Varg und zu stark nach anderen Bands wie Rammstein und In Extremo klinge. Regelrecht Begeistert zeigte sich Ingo Spörl vom Legacy-Magazin über Guten Tag. Seiner Meinung nach biete es „in jeder Hinsicht mehr [als Wolfskult]: Mehr Abwechslung, mehr Dynamik, mehr Mut, Neues zu versuchen.“ Er vergab für das Album die Höchstwertung von 15 Punkten und bezeichnete es als „das Pagan Metal-Album des Jahres“. Wie auch in Bezug auf Guten Tag wurde oftmals die Produktion der Alben sehr gut bewertet.
Die Bewertungen des aktuellen Albums Das Ende aller Lügen fallen durch die Fachpresse sehr divers aus. Ingo Nentwing von metalnews.de beschreibt das Album als solides Metalalbum mit teils genialer Gitarrenarbeit und vielen eingänglichen Kompositionen. Wenngleich es nach Nentwings Meinung kein „Überflieger“, aber auch kein schlechtes Album ist, vergibt er mit 3,4 von 7 Punkten eine neutrale Wertung. Sabine Vollert vom österreichischen Webzine stormbringer.at prognostiziert der Band weiterhin eine erfolgreiche musikalische Zukunft und bewertet das Album mit 4 von 5 Sternen. Vollerts Autorenkollege Alex M. kritisiert hingegen das Songwriting sowie die seiner Meinung nach fast „sterile“ (Über-)Produktion des Albums und vergibt nur einen von 5 Sternen. Gerade die Produktion wird jedoch durch „D. T. Metal“ vom Webzine metalstorm.net als die wohl beste aller Varg Alben herausgestellt. In seinem Review vergibt er 8.3 von 10 Punkten.

## Kontroverse
In den Jahren 2007 bis 2010 gerieten das von Philipp „Freki“ Seiler organisierte Wolfszeit-Festival sowie seine Band Varg in die Kritik, als unter anderem der deutsche Neonazi und ehemalige Absurd-Schlagzeuger Hendrik Möbus auf der Gästeliste stand, das Festival 2008 vom A-Blaze-Magazin präsentiert wurde und Seiler mit einem T-Shirt der NSBM-Band Absurd fotografiert wurde. Zudem wurde seine Facharbeit über rechtsextreme Tendenzen im Pagan Metal über eine Szene-nahe Plattform verbreitet. In der Folge distanzierte sich Seiler öffentlich mehrfach von rechtsextremen Ideologien und bezeichnete sein damaliges Verhalten als Fehler. Verschiedene Festivals und das Label Nuclear Blast überprüften zunächst eine Zusammenarbeit oder stellten diese erst einmal ein, nahmen sie nach einer Phase der Klärung jedoch wieder auf. Seit 2012 gab es keine neuen Vorwürfe gegen Seiler oder Varg, und die Band trat unter anderem auch auf antirassistischen Veranstaltungen auf.

## Wolfszeit Festival
Seit 2007 richtet Seiler zusätzlich zu seinem Engagement für Varg auch das jährliche Wolfszeit Festival aus. Die ersten beiden Auflagen fanden Stadthalle Hollfeld statt. Bedenken im Stadtrat, ob eine derartige Veranstaltung zu dem staatlich anerkannten Erholungsort westlich von Bayreuth passten, wurden aufgrund des reibungslosen Ablaufs beim Debüt zerstreut, so dass die Wiederholung umstandslos gebilligt wurde. Dabei trafen rund 900 Zuschauer auf 15 Bands. Zum Line-up in den beiden Jahren gehörten neben Varg, Riger und Minas Morgul (beide Jahre) unter anderem Obscurity, Finsterforst und Kromlek (alle 2007) sowie Watain, Taake und Moonsorrow (2008). Von 2009 bis einschließlich 2022 war das Ferienland Crispendorf im Schleizer Ortsteil Crispendorf in Thüringen Veranstaltungsort des nunmehr zum Open Air umgewandelten Festivals, lediglich länderspezifische Einschränkungen im Rahmen der COVID-19-Pandemie in Deutschland führten 2020 zu einem Umzug nach Sachsen ins gut 150 Kilometer entfernte Torgau. Zu den Bands, die in späteren Jahren auftraten, gehörten im Jahr 2015 beispielsweise Eluveitie, Korpiklaani und Belphegor, Primordial, Ensiferum, Endstille und Arkona (2019), im Jahr 2021 wieder in Crispendorf unter anderem Marduk, Týr und Eisregen oder Rotting Christ, Kanonenfieber und Thyrfing (2022). Seit 2023 findet das Wolfszeit Festival auf dem Festivalgelände des Feriendorfes Auenland im Ortsteil Waffenrod der Stadt Eisfeld im thüringischen Landkreis Hildburghausen statt – bei der ersten Auflage am neuen Ort unter anderem mit Dark Funeral, Heidevolk und Ellende.

## Bandmitglieder

Varg live auf dem Rockharz 2024
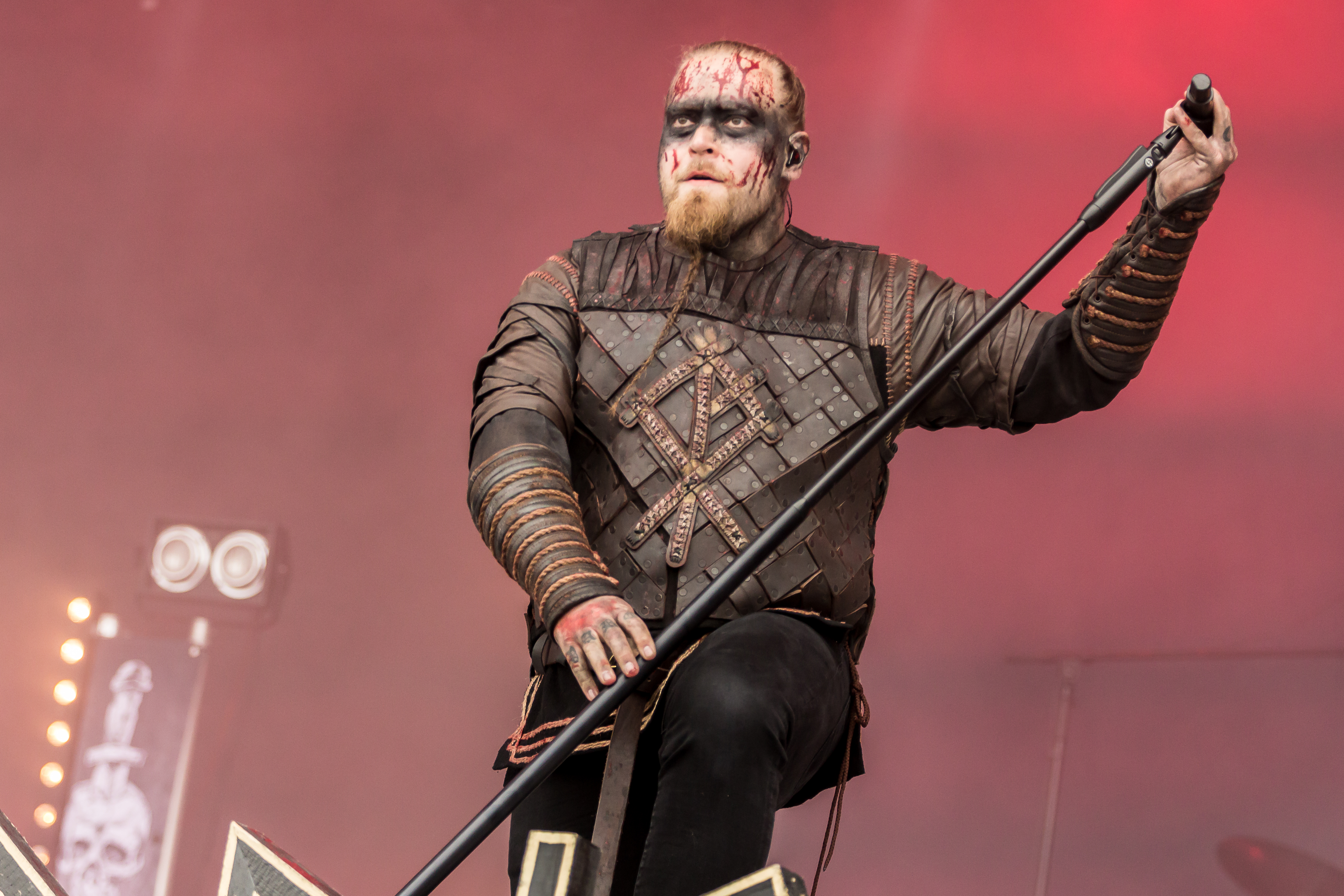
Sänger Freki
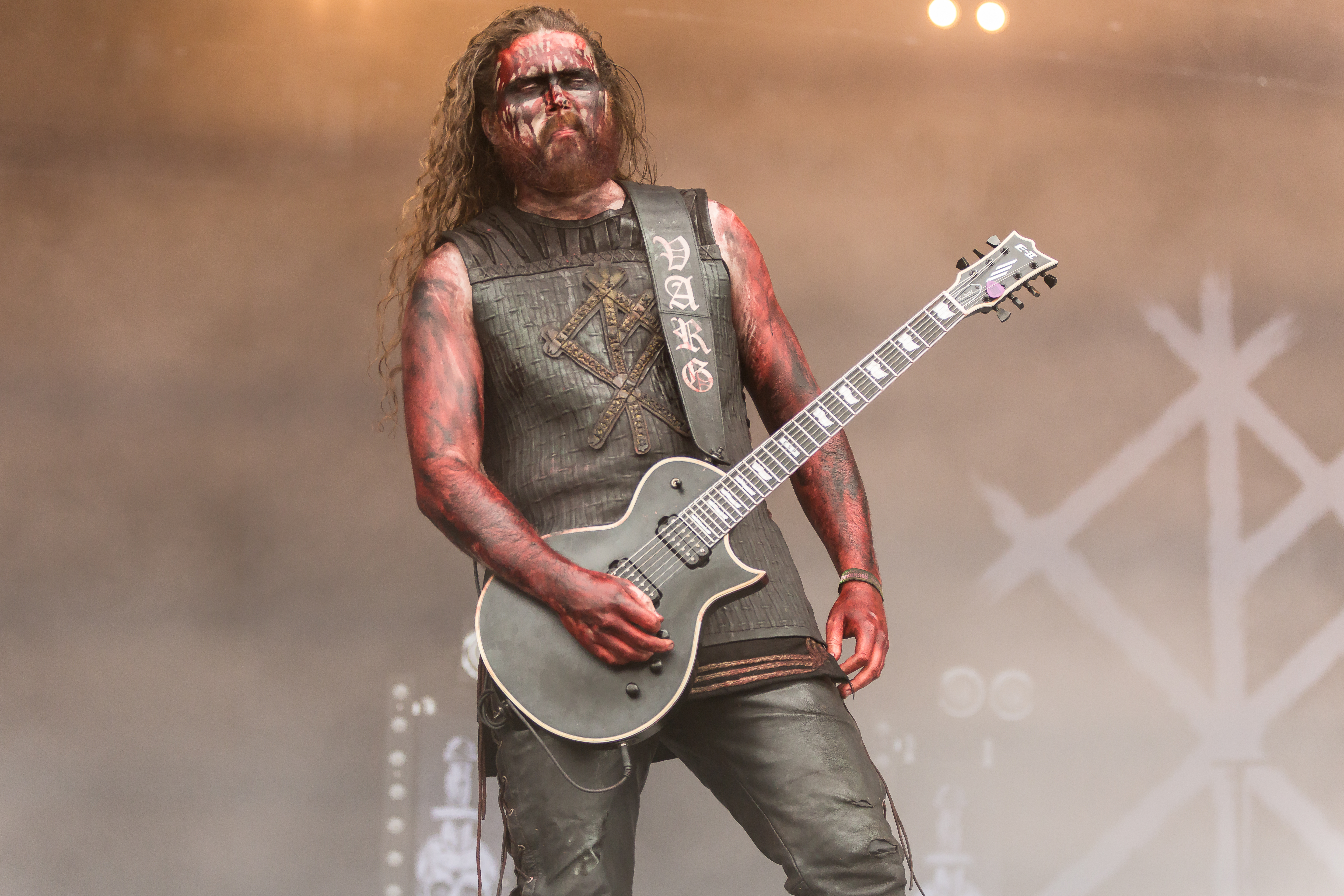
Lead-Gitarrist Morkai
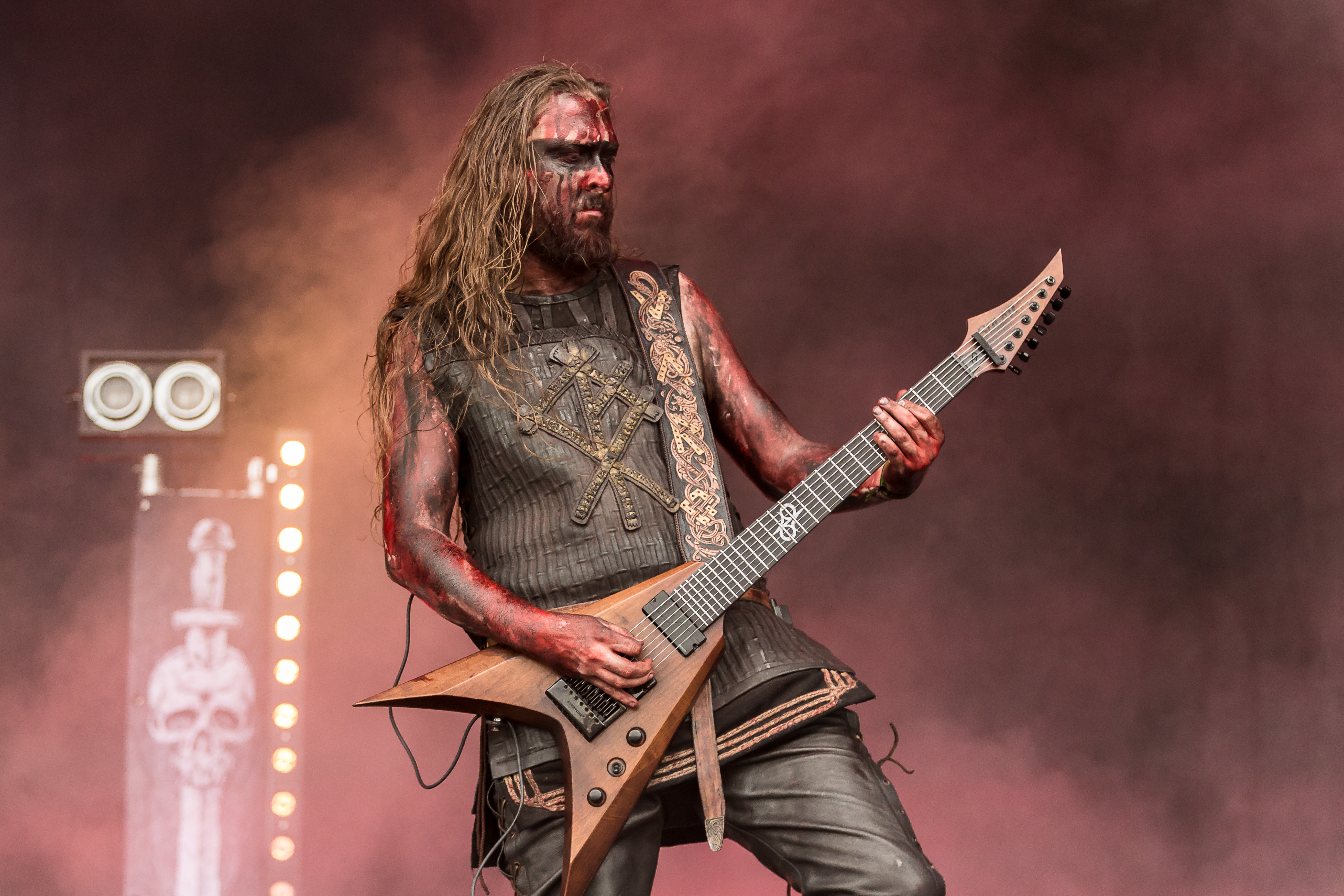
Rhythmus-Gitarrist Ulvar
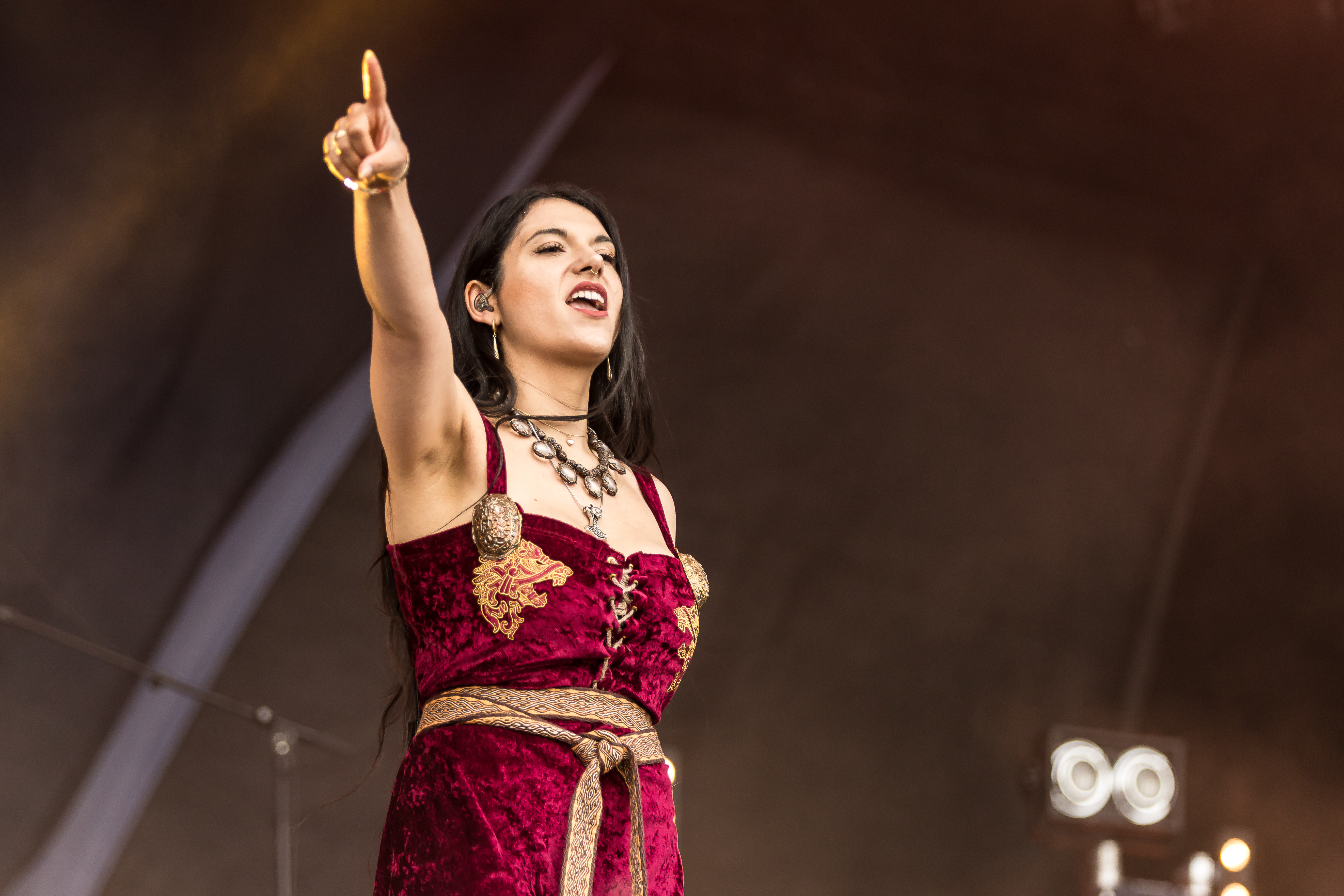
Sängerin Fylgja
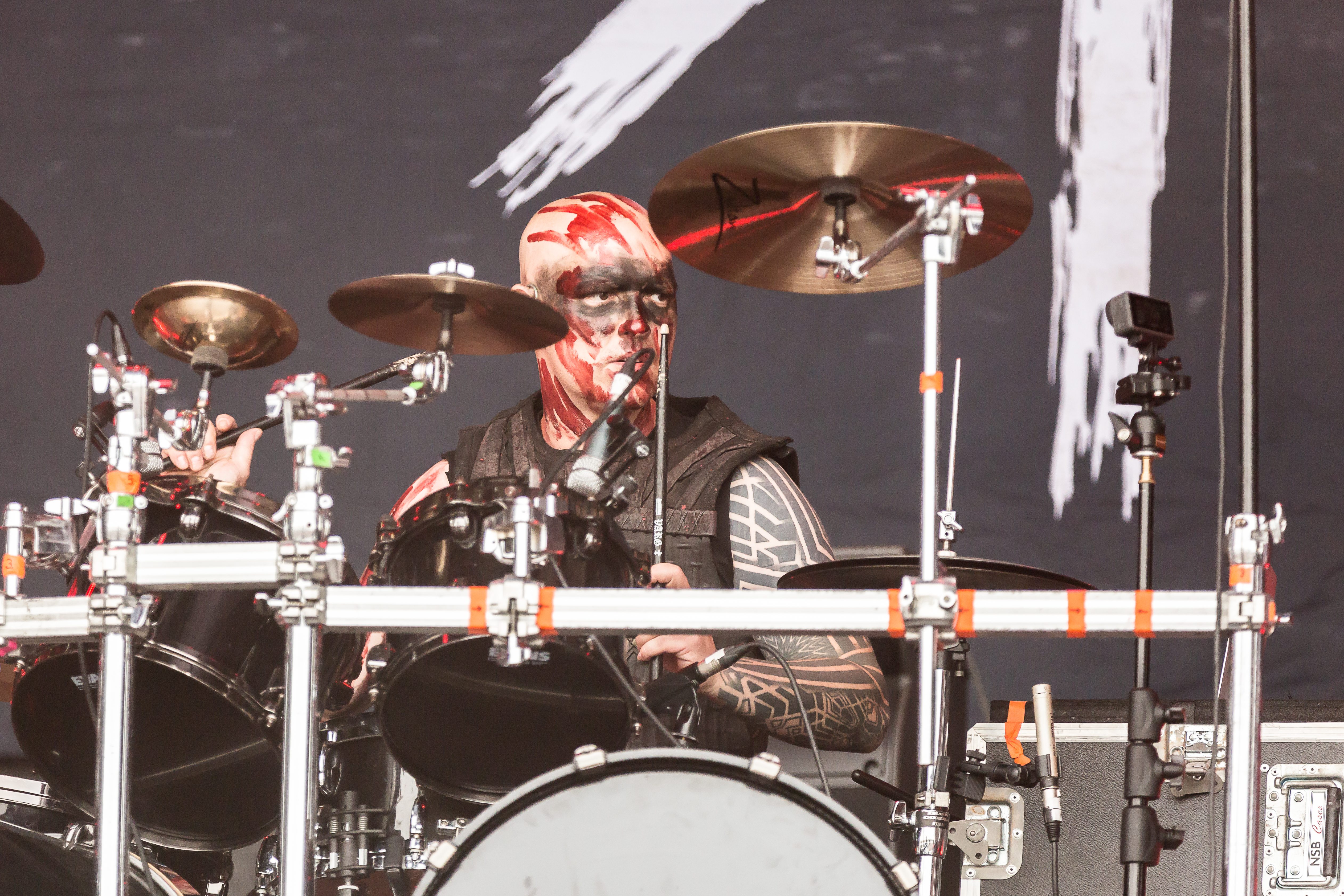
Schlagzeuger Rohgarr

### Gastmusiker
- Aello die Windböe (Harpyie) – Gastsänger bei den Liedern Auf die Götter auf der Bonus-CD des Albums Zeichen (2020) und Morgenrot auf der Bonus-CD des Albums Ewige Wacht (2023)
- Agalaz (Obscurity) – Gastsänger beim Lied Tyr auf der Bonus-CD des Albums Ewige Wacht (2023)
- Alboin (Eïs) – Gastsänger beim Lied Fylgja auf der Bonus-CD des Albums Ewige Wacht (2023)
- Maria Archipowa (Arkona) – Gastsängerin bei der Akustik-Version des Liedes Verdandi auf der Bonus-CD des Albums Wolfskult (2011)
- Askeroth (Nachtblut) – Gastsänger bei den Liedern Wildes Heer auf der Bonus-CD des Albums Zeichen (2020) und Weltenfeind auf der Bonus-CD des Albums Ewige Wacht (2023)
- Oliver Berlin (Finsterforst) – Gastsänger beim Lied Zeichen auf der Bonus-CD des Albums Zeichen (2020)
- Christopher Bowes (Alestorm) – Gastsänger bei den Liedern Red Riding Hood auf der EP Rotkäppchen (2015) und Schildmaid auf der Bonus-CD des Albums Ewige Wacht (2023)
- Dom R. Crey (Equilibrium) – Gastsänger beim Lied Ein Tag wie heute auf der EP Rotkäppchen (2015)
- Robert Dahn (Equilibrium) – Gastsänger bei den Liedern Die Nacht war lang (Wolfskult, 2011) und Feld der Ehre (Zeichen, 2020)
- Zoltán Farkas (Ektomorf) – Gastsänger bei den Liedern Schildwall auf der Bonus-CD des Albums Zeichen (2020) und Hammer auf der Bonus-CD des Albums Ewige Wacht (2023)
- Christian Glanzmann (Eluveitie) – Gastsänger beim Lied Fara Til Ránar auf der Bonus-CD des Albums Zeichen (2020)
- Thomas Gurrath (Balgeroth) – Gastsänger beim Lied 793 auf der Bonus-CD des Albums Zeichen (2020)
- Jonne Järvelä (Korpiklaani) – Gastsänger beim Lied Siegreiches Heer auf der Bonus-CD des Albums Ewige Wacht (2023)
- Heri Joensen (Týr) – Gastsänger beim Lied Eisenseite auf der Bonus-CD des Albums Ewige Wacht (2023)
- Mario Möginger (Wolfchant) – Gastsänger beim Lied 793 auf der Bonus-CD des Albums Zeichen (2020)
- Anna Murphy (Eluveitie) – Gastmusikerin (Drehleier) bei den Lieder Rotkäppchen (Wolfskult, 2011) und Rotkäppchen 2015 (EP Rotkäppchen, 2015)
- Noise (Kanonenfieber) – Gastsänger beim Lied Morgenrot auf der Bonus-CD des Albums Ewige Wacht (2023)
- Alexander Prinz – Gastsänger beim Lied Wanderer auf der Bonus-CD des Albums Zeichen (2020)
- Tim Schmidt (Asenblut) – Gastsänger beim Lied Verräter auf der Bonus-CD des Albums Zeichen (2020)
- Ludvig Swärd (Forndom) – Gastsänger beim Lied Ewige Wacht auf der Bonus-CD des Albums Ewige Wacht (2023)
- Sakis Tolis (Rotting Christ) – Gastsänger beim Lied Immer Treu auf der Bonus-CD des Albums Ewige Wacht (2023)
- Thomas „Skoll“ Winkelmann – Live-Bassist 2007–2008 und 2013–2018
- Trollfest – Gastmusiker beim Lied Rødhette auf der EP Rotkäppchen (2015)

## Diskografie
Studioalben

| Jahr | Titel Musiklabel                                                      | Höchstplatzierung, Gesamtwochen, AuszeichnungChartplatzierungen (Jahr, Titel, Musiklabel, Platzierungen, Wochen, Auszeichnungen, Anmerkungen) | Höchstplatzierung, Gesamtwochen, AuszeichnungChartplatzierungen (Jahr, Titel, Musiklabel, Platzierungen, Wochen, Auszeichnungen, Anmerkungen) | Höchstplatzierung, Gesamtwochen, AuszeichnungChartplatzierungen (Jahr, Titel, Musiklabel, Platzierungen, Wochen, Auszeichnungen, Anmerkungen) | Anmerkungen                              |
| Jahr | Titel Musiklabel                                                      | DE | AT | CH | Anmerkungen                              |
| ---- | --------------------------------------------------------------------- | --- | --- | --- | ---------------------------------------- |
| 2007 | Wolfszeit auch bekannt als: Wolfszeit II Heiden Klangwerke (Twilight) | DE94 a (1 Wo.)DE | — | — | Erstveröffentlichung: 30. März 2007      |
| 2010 | Blutaar NoiseArt Records (Edel)                                       | — | — | — | Erstveröffentlichung: 29. Januar 2010    |
| 2011 | Wolfskult NoiseArt Records (Edel)                                     | DE33 (1 Wo.)DE | — | — | Erstveröffentlichung: 4. März 2011       |
| 2012 | Guten Tag NoiseArt Records (UMG)                                      | DE25 (1 Wo.)DE | AT45 (1 Wo.)AT | — | Erstveröffentlichung: 5. Oktober 2012    |
| 2016 | Das Ende aller Lügen Napalm Records (UMG)                             | DE17 (2 Wo.)DE | AT41 (1 Wo.)AT | — | Erstveröffentlichung: 15. Januar 2016    |
| 2020 | Zeichen Napalm Records (UMG)                                          | DE16 (1 Wo.)DE | AT60 (1 Wo.)AT | — | Erstveröffentlichung: 18. September 2020 |
| 2023 | Ewige Wacht Napalm Records (UMG)                                      | DE15 (1 Wo.)DE | AT58 (1 Wo.)AT | — | Erstveröffentlichung: 13. Oktober 2023   |